# Rick Meyer
Richard Meyer, detto Rick (New York, 4 settembre 1955), è un ex tennista statunitense.

## Carriera
In carriera ha vinto un titolo nel singolare, il Sofia Open nel 1981, e un titolo di doppio, il Napa Open nel 1981, in coppia con Chris Mayotte. Nei tornei del Grande Slam ha ottenuto il suo miglior risultato raggiungendo il quarto turno nel singolare agli Australian Open nel 1983.

## Statistiche

### Singolare

#### Vittorie (1)
| Numero | Anno             | Torneo            | Superficie | Avversario in finale | Punteggio     |
| 1.     | 20 dicembre 1981 | Sofia Open, Sofia | Sintetico  | Leo Palin            | 6-4, 7-6, 7-6 |

#### Finali perse (1)
| Numero | Anno             | Torneo                        | Superficie | Avversario in finale | Punteggio |
| 1.     | 18 febbraio 1979 | Sarasota Grand Prix, Sarasota | Sintetico  | Johan Kriek          | 6-7, 2-6  |

### Doppio

#### Vittorie (1)
| Numero | Anno          | Torneo          | Superficie | Compagno      | Avversari in finale      | Punteggio     |
| 1.     | 29 marzo 1981 | Napa Open, Napa | Cemento    | Chris Mayotte | Tracy Delatte John Hayes | 6-3, 3-6, 7-6 |

#### Finali perse (2)
| Numero | Anno             | Torneo             | Superficie | Compagno         | Avversari in finale          | Punteggio     |
| 1.     | 20 dicembre 1981 | Sofia Open, Sofia  | Sintetico  | Ismail El Shafei | Thomas Emmrich Jiří Granát   | 6-7, 6-2, 4-6 |
| 2.     | 31 ottobre 1982  | Paris Open, Parigi | Cemento    | Jay Lapidus      | Brian Gottfried Bruce Manson | 4-6, 2-6      |